# Via Negromonte
Wilma Fernandes Negromonte (Belo Horizonte, 12 de abril de 1959) é uma cantora, compositora e atriz brasileira.

## Biografia
Conhecida como Via Negromonte, esta artista mineira descendente de árabes e italianos destacou-se por sua versatilidade em diversos trabalhos ao longo de sua carreira, principalmente no Brasil e anteriormente no exterior, com trabalhos em teatro, cinema e televisão, além da música e a dança, desempenhando as funções de dançarina, atriz, diretora musical, preparadora corporal e vocal, e especificamente na música chegou a cantar mantras da cultura védica. Fez aulas de balé clássico, música, canto e piano.
Natural da cidade de Belo Horizonte, sua trajetória profissional artística iniciou aos 16 anos de idade quando atuava como bailarina na peça de teatro Romeu e Julieta nesta mesma cidade. E dois anos mais tardes morando em Nova York conseguiu o papel principal no musical “West Side Story” da Broadway em 1979, onde também fez aulas de interpretação e canto, a partir daí já se interessa em tais vertentes. Além de cursos de dança e dramaturgia, fez canto lírico e música popular no American Ballet Theatre, tendo como professores nomes como David Howard, Stella Adhler, Iris Hiskey e Betty Longnecker.
Morou por doze anos em Nova York e lá chegou a gravar comerciais da Honda, cujo astro era Lou Reed, também atuou nos musicais Mame, Gota Dance e Can-Cane teve uma participação no filme “Cotton Club”, de Francis Ford Coppola em 1984, que também contava no elenco com o ator Richard Gere.
"O Coppola usava minha cor como referência, como se fosse o símbolo da nova negra americana, miscigenada. As outras dançarinas precisavam ser maquiadas pra ficarem iguais a mim."— Em entrevista a EGO em 2010
Encantou-se com a banda sonora do referido filme e montou uma banda de pop e rock, abrindo shows de artistas de destaque como por exemplo Billy Idol, depois foi contratada pela CBS Records, e tempo depois gravou a canção Hello Baby, iniciando de fato sua carreira solo.
Regressou ao Brasil no ano de 1987, lança dois novos LPs, dando continuidade a sua carreira como compositora. e cantora, que lhe rende em 1987 o Prêmio Sharp de Música, na categoria pop-rock, pela canção Preconceito. Em maio de 1998 desse mesmo ano é também premiada como melhor atriz, no 22º Festival Guarnicê de Cinema de São Luís do Maranhão, por sua atuação em O Auto de Leidiana de Rosemberg Cariri.
Via ganhou prêmios no cinema, entre eles o de melhor atriz coadjuvante em “Cabeça a Prêmio”, de Marco Ricca, sendo protagonista de “Lambada – o filme”, produção ítalo-brasileira, no qual contracenou com Andy Forrest. É também conhecida por seu desempenho na direção musical e coreografia de grandes espetáculos, como Os Ciganos, Grande Sertão: Veredas, O Pedido de Casamento, Romance dos dois soldados de Herodes, Arte da África e Arte Pré-Colombiana Performances.
Foi casada com o ator Nelson Xavier por 23 anos, mas se separou em 2010. Anunciou a separação durante o lançamento do filme As Mães de Chico Xavier, na qual ela faz uma mãe que perde o filho, e o ator, o médium Chico Xavier.

## Trabalhos na Televisão[2]
| Ano  | Título                             | Personagem              | Emissora      |
| ---- | ---------------------------------- | ----------------------- | ------------- |
| 1989 | Kananga do Japão                   | Madalena                | Rede Manchete |
| 1990 | Rosa dos Rumos                     | Rosaura                 | Rede Manchete |
| 1990 | A História de Ana Raio e Zé Trovão | Luzia                   | Rede Manchete |
| 1992 | Pedra sobre Pedra                  | Feliciana               | Rede Globo    |
| 1995 | Irmãos Coragem                     | Domingas                | Rede Globo    |
| 2005 | Belíssima                          | Divina Pacheco ("Diva") | Rede Globo    |
| 2007 | Sítio do Picapau Amarelo           | Cassandra Sandrini      | Rede Globo    |

## Cinema[2]
- 2011 - As Mães de Chico Xavier.... Ruth
- 2010 - Chico Xavier .... Dora
- 2010 - Cabeça A Prêmio .... Marlene
- 1998 - O Auto de Leidiana
- 1997 - Testamento do Sr. Napomuceno
- 1990 - Lambada .... Regina
- 1983 - Lantono Da Dove
- 1984 - Cotton Club

## Teatro[2]
- Romeu e Julieta
- West Side Story
- Mame
- Gotta Dance
- Batucada
- Can-Can
- Orfeu da Conceição
- Os Físicos
- Ciganos
- O Pedido de Casamento
- Romance dos Dois Soldados de Heródes
- Lírico, Épico, Cômicos e Absurdos
- Yves Alves

## Discografia

### Álbuns
| Ano  | Título            | Gravadora    |
| ---- | ----------------- | ------------ |
| 1986 | Via Negromonte    | Epic Records |
| 1988 | Noites Sem Dormir | CBS Records  |
| 2001 | Pura Eu           | Lusogram     |

## Prêmios e Indicações

### Cinema
| Ano  | Premiação                   | Categoria                | Trabalho            | Resultado |
| ---- | --------------------------- | ------------------------ | ------------------- | --------- |
| 2009 | Festcine Goiânia            | Melhor Atriz Coadjuvante | Preconceito         | Venceu    |
| 1998 | Festival Guarnicê de Cinema | Melhor Atriz             | O Auto de Leidianao | Venceu    |

### Música
| Ano  | Premiação                         | Categoria         | Trabalho        | Resultado |
| ---- | --------------------------------- | ----------------- | --------------- | --------- |
| 1988 | Prêmio Sharp de Música Brasileira | Cantora Revelação | Cabeça a Prêmio | Venceu    |